# Iljuschin Il-28

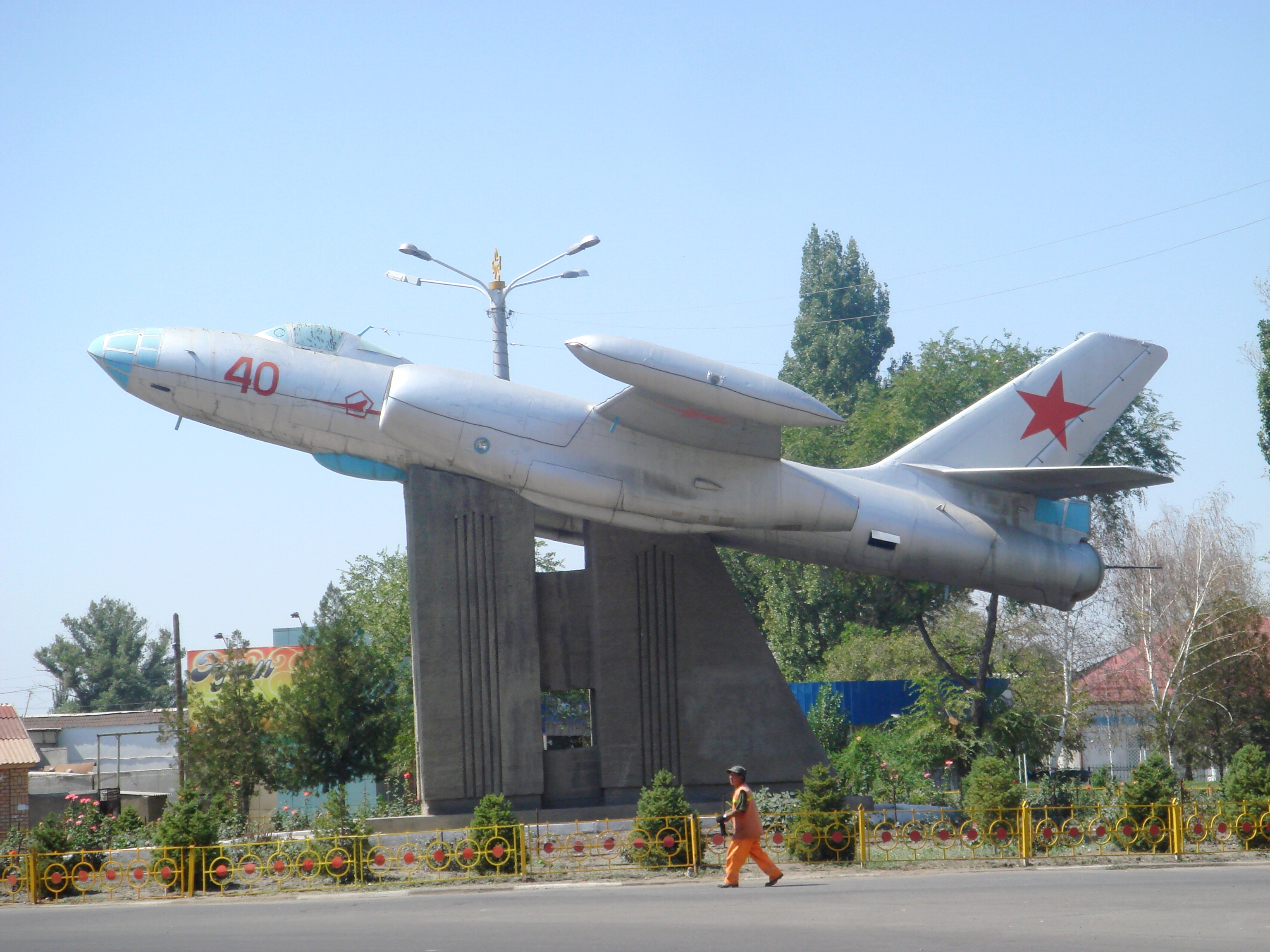
Monument mit Iljuschin Il-28 in Tokmok, Kirgisistan

Die Iljuschin Il-28 (russisch Ильюшин Ил-28, NATO-Codename: Beagle) war ein sowjetischer zweistrahliger Frontbomber der Zeit des Kalten Krieges. Vom Konstruktionsbüro Iljuschin entwickelt, wurde es von den staatlichen Flugzeugwerken in Moskau, Irkutsk, Omsk und Woronesch in großer Stückzahl produziert. Die Il-28 stand außerhalb der Sowjetunion unter anderem in Afghanistan, Ägypten, Albanien, der ČSSR, der DDR, in Finnland, Indonesien, Nigeria, Polen, Rumänien und Ungarn im Dienst. In China wurde sie ab 1971 ebenfalls in großer Anzahl als Harbin H-5 in Lizenz gefertigt. Dieses Muster befindet sich in der Luftwaffe von Nordkorea immer noch im Einsatz, in Rumänien bis 2001. Eine Weiterentwicklung mit der Bezeichnung Il-30 wurde vor ihrem Erstflug eingestellt.

## Entwicklung
Erste Entwürfe existierten seit dem Frühjahr 1947. Vorläufermodell war die Il-24, die wiederum auf der Il-22 basierte. Der erste Prototyp startete am 8. Juli 1948, geflogen von Wladimir Kokkinaki, zum Erstflug und war mit zwei britischen Rolls-Royce Nene-Turbinen ausgestattet. Am 30. Juli begann offiziell die Werkserprobung und nach der staatlichen Erprobung vom Februar bis April 1949 begann im selben Jahr der Serienbau. Die ersten Exemplare erhielten noch das RD-45F-Triebwerk, welches jedoch bald durch das leistungsstärkere Klimow WK-1 ersetzt wurde. Am 8. Juli 1951 wurde die Il-28 auf der Luftparade auf dem Flugplatz Moskau-Tuschino öffentlich vorgestellt. Die Sowjetunion stellte von 1951 bis 1955 6316 Stück her, davon den größten Teil (65 %) im Moskauer Werk Nr. 30 „Snamja Truda“. Die restliche Produktion wurde in den Werken Nr. 39 in Irkutsk (7 %), Nr. 64 in Woronesch (15 %) und Nr. 166 in Omsk (12 %) durchgeführt. Ein kleiner Teil entstand im während des Krieges nach Kuibyschew evakuierten Werk Nr. 1. Der Typ wurde von 1950 bis 1964 in den unterschiedlichsten Varianten eingesetzt. Allein 1955 befanden sich 6100 Il-28 im Bestand der sowjetischen Streitkräfte. Ab 1963 wurde sie von der Jak-28 abgelöst. Einige Flugzeuge wurden an Schuleinheiten abgegeben und dort bis zum Ende der 1980er Jahre genutzt.
In der DDR wurden mit diesem Typ die Pirna-014-Triebwerke des ersten deutschen Nachkriegspassagierflugzeuges 152 getestet. Die Turbine befand sich dabei unter dem Rumpf und die drei dafür verwendeten Flugzeuge trugen ein ziviles Kennzeichen. Nach Abschluss der Erprobung wurden die Maschinen der NVA übergeben und dort als Zielschlepper eingesetzt. Keine Il-28 der NVA wurde je für Bombenabwürfe genutzt.

## Beschreibung

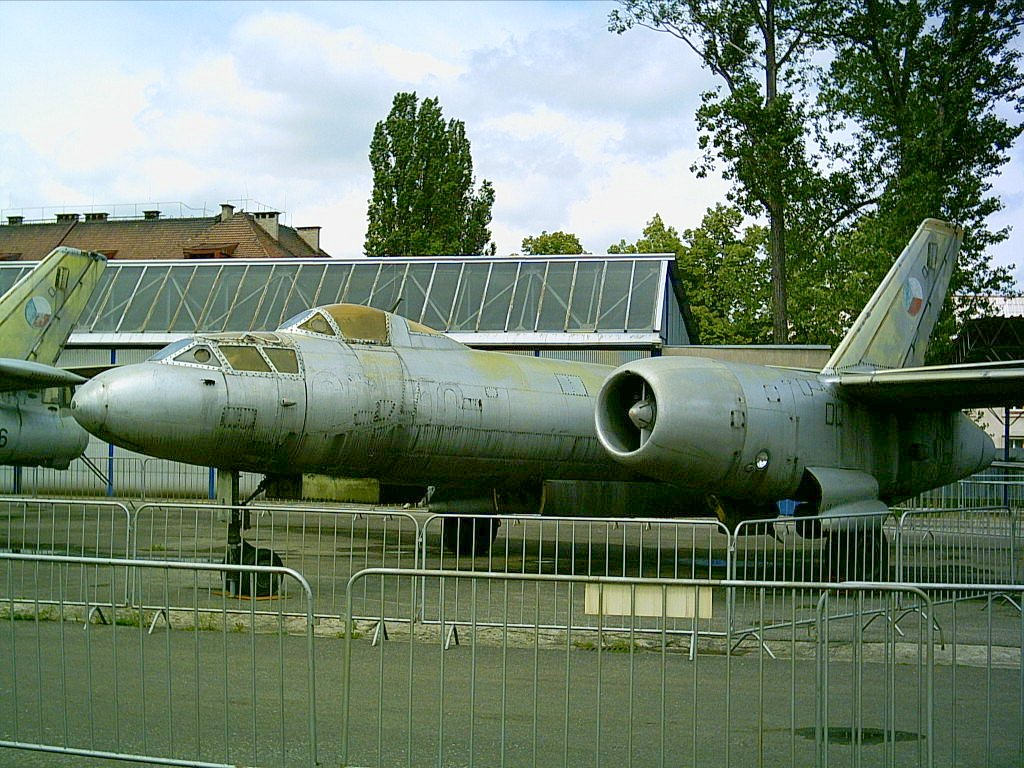
Schulversion Il-28U

Die Il-28 ist ein freitragendes Ganzmetallflugzeug mit einem kreisförmigen Rumpfquerschnitt. Hinter dem Pilotensitz befinden sich fünf selbstabdichtende Kraftstofftanks. Der Navigator sowie der Pilot sind mit Schleudersitzen ausgestattet, der Heckschütze nicht. Die ungepfeilten Tragflächen sind in Schulterdecker-Anordnung mit dem Rumpf verbunden und weisen eine negative Pfeilform der Flügelhinterkante auf. Das Leitwerk ist ebenfalls freitragend, jedoch gepfeilt. Das Bugrad ist doppelt bereift und wird in den Rumpf eingezogen, während die einfach bereiften Haupträder mit einer Spurbreite von 7,40 m nach einer 90°-Drehung in die Triebwerksgondeln einfahren. Der Kraftstoffvorrat von 7908 l wird in drei Rumpf- und zwei Flächentanks mitgeführt.

## Versionen
| Bezeichnung       | Merkmale |
| ----------------- | --- |
| Il-28A            | Ausführung mit beheizbarem Bombenschacht zur Aufnahme einer Atombombe vom Typ RDS-4 „Tatjana“. Im Frühjahr 1953 wurde die staatliche Erprobung durchgeführt, am 23. August des Jahres erstmals eine RDS-4 von einer Il-28 abgeworfen. 450 Il-28A befanden sich 1958 im Einsatz. |
| Il-28BM           | Zielschlepper mit einem Luftsack an einem 2500-m-Kabel für das Schießtraining von Jagdfliegern und Flaksoldaten, ab 1953 eingesetzt. |
| Il-28LL           | Fliegende Versuchsplattform für verschiedene Aufgaben. 1952 wurde mit einem Flugzeug das 500 kg wiegende Radargerät Sokol für den Abfangjäger Jak-25 erprobt. Ebenfalls getestet wurde die Katapultieranlage des Rettungssystems für den ersten bemannten Raumflug Wostok 1 sowie verschiedene Waffensysteme wie das Geschoss ARS-212 für Luft- und Bodenziele, die Antiflugzeugbombe PROSAB-250, die Antischiffsrakete Schtschuka-A, die Lenkbombe UB-2000F und die Gleitbombe Tschaika. Andere Versuche betrafen den Funkentfernungsmesser Gamma und das Flüssigkeitsraketentriebwerk RU-013. |
| Il-28M            | Unbemannte, per Fernsteuerung geflogene Il-28 als Luftziel für Schießversuche mit verschiedene Fla-Raketen. Ein Exemplar wurde Ende 1956 solchermaßen umgebaut. |
| Il-28U            | Ausführung für die Pilotenschulung. Das verglaste Cockpit des Navigators wurde dabei durch einen vollverkleideten Bug ersetzt; hinter der Kabine für den Fluglehrer befand sich die Normalkabine für den Schüler. Erstflug des Prototyps am 18. März 1950. |
| Il-28R            | Aufklärungsversion mit drei bis fünf Reihenbildgeräten AFA 32/20 und 12 bis 18 Leucht- oder Blitzbomben FOTAB-50-35 sowie zusätzlichen Tanks im Bombenschacht. Einige Maschinen erhielten auch ein Radom unter dem Rumpf. Das Fahrwerk besaß größere Räder. Im Gegensatz zur Normalausführung erhielt die Il-28R nur eine statt zwei 23-mm-Kanonen im Rumpfbug. Erstflug am 19. April 1950. |
| Il-28T            | Ab 1950 gebaute Torpedovariante mit um 2,20 m verlängertem Bombenschacht und zwei Flügelendtanks mit je 333 l. Eingesetzt wurde sie von den sowjetischen Seefliegerkräften. |
| Il-28S            | Modifizierung mit Klimow-WK-5-Triebwerken und um 35° gepfeilten Tragflächen. 1949/50 erprobt, jedoch nicht in Serie gebaut. |
| Il-28SA           | Spezialversion zur Untersuchung der Erdatmosphäre. SA steht für Sondirowschtschik Atmosfery, Atmosphärischer Beobachter. |
| Il-28Sch          | Schlachtflugzeug von 1967 mit zwölf Außenlastträgern unter den Tragflächen zur Aufnahme von ungelenkten Luft-Boden-Raketen S-5 in Abschussbehältern UB-16-57, S-24-Raketen, GSch-23-Kanonen in Behältern UPK-23-250 oder Freifallbomben. Ein Flugzeug wurde versuchsweise umgerüstet, aber eine Produktion unterblieb. |
| Il-20 (Il-28P)    | Eine 1954 in vier Exemplaren umgerüstete unbewaffnete Ausführung, die von der Aeroflot zur Schulung von Zivilpiloten auf Strahlflugzeugen und als Post- und Frachtmaschine für den Transport von Matrizen der Zeitschriften Prawda und Iswestija auf der Strecke Moskau – Swerdlowsk – Nowosibirsk verwendet wurde. |
| Harbin H-5 (BT-5) | Chinesischer Lizenzbau der Il-28 mit dem Heckstand des chinesischen Bombers H-6 (Tu-16). H steht für Hongshai, Bomber. |
| Harbin HJ-5       | Chinesische Lizenzversion der Il-28U. HJ steht für Hongshai Jiaoliani, Schulungsbomber. |
| Harbin HZ-5       | Chinesische Lizenzversion der Il-28R. HZ steht für Hongshai Zenchai, Bomber/Aufklärer. |
| Harbin HD-5       | Chinesische Version zur elektronischen Kriegsführung. HD steht für Hongshai Dian, Bomber/Elektronik. |

## Technische Daten

Risszeichnung der Il-28

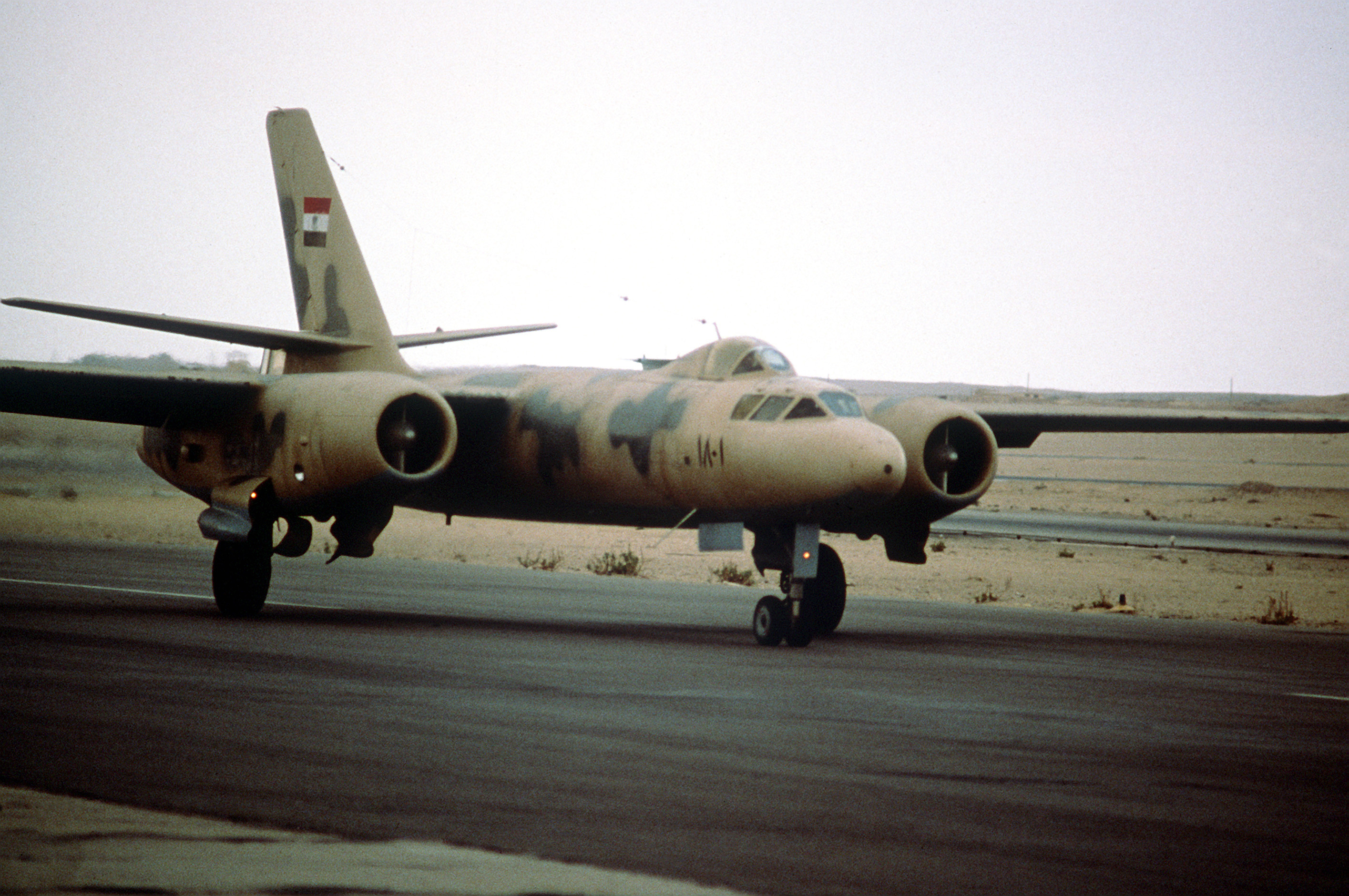
Ägyptische Il-28U

| Kenngröße             | Il-28                                                                           | Il-28U                                                                          |
| --------------------- | ------------------------------------------------------------------------------- | ------------------------------------------------------------------------------- |
| Konzeption            | Frontbomber                                                                     | Schulflugzeug                                                                   |
| Besatzung             | 3                                                                               | 3                                                                               |
| Länge                 | 17,65 m                                                                         | 17,65 m                                                                         |
| Spannweite            | 21,45 m                                                                         | 21,45 m                                                                         |
| Höhe                  | 6,70 m                                                                          | 6,70 m                                                                          |
| Flügelfläche          | 60,80 m²                                                                        | 60,80 m²                                                                        |
| Flügelstreckung       | 7,6                                                                             | 7,6                                                                             |
| Leermasse             | 12.890 kg                                                                       | 12.500 kg                                                                       |
| Startmasse            | normal 21.200 kg maximal 23.200 kg                                              | normal 17.000 kg maximal 21.000 kg                                              |
| Höchstgeschwindigkeit | in Bodennähe 800 km/h in 4.500 m Höhe 902 km/h                                  | in 4.500 m Höhe 910 km/h                                                        |
| Marschgeschwindigkeit | 770 km/h                                                                        | 700 km/h                                                                        |
| Landegeschwindigkeit  | 185 km/h                                                                        |                                                                                 |
| Steiggeschwindigkeit  | 15 m/s                                                                          | 15 m/s                                                                          |
| Gipfelhöhe            | 12.500 m                                                                        | 12.200 m                                                                        |
| Steigzeit             | 6,5 min auf 5.000 m Höhe 21 min auf 10.000 m Höhe                               | 18 min auf 10.000 m Höhe                                                        |
| Reichweite            | 2180 km                                                                         | 2260 km                                                                         |
| Triebwerke            | zwei Radial-Turbinenluftstrahltriebwerke Klimow WK-1 mit je 26,46 kN Startschub | zwei Radial-Turbinenluftstrahltriebwerke Klimow WK-1 mit je 26,46 kN Startschub |
| Startstrecke          | 875–965 m                                                                       | 500 m                                                                           |
| Landestrecke          | 960–1170 m                                                                      | 400 m                                                                           |

## Bewaffnung

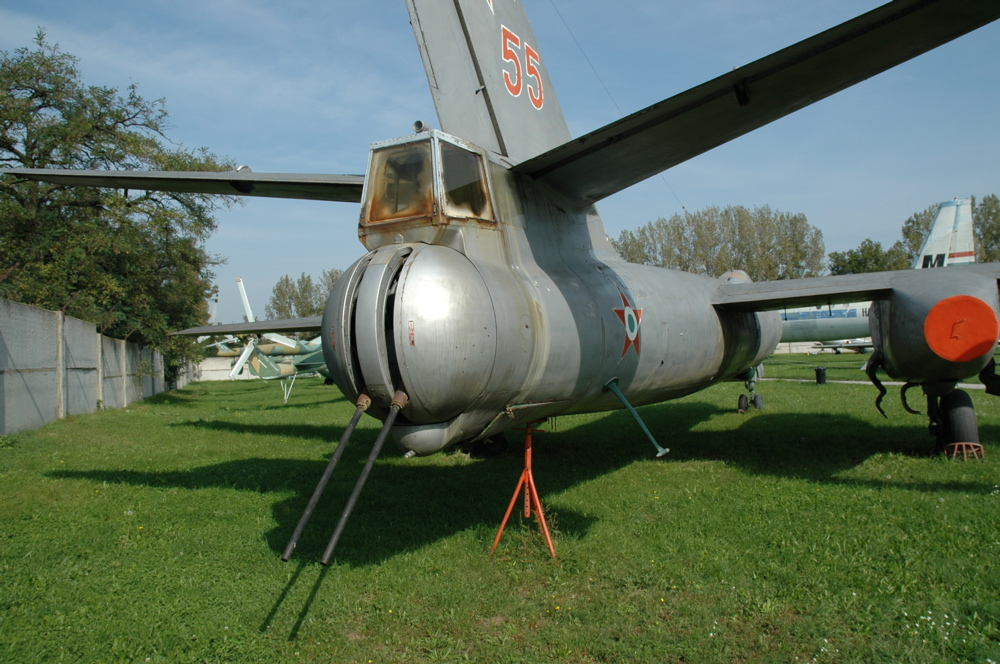
Zwillingslafette in Drehkuppelturm mit 2 × 23-mm-Maschinenkanonen NR-23

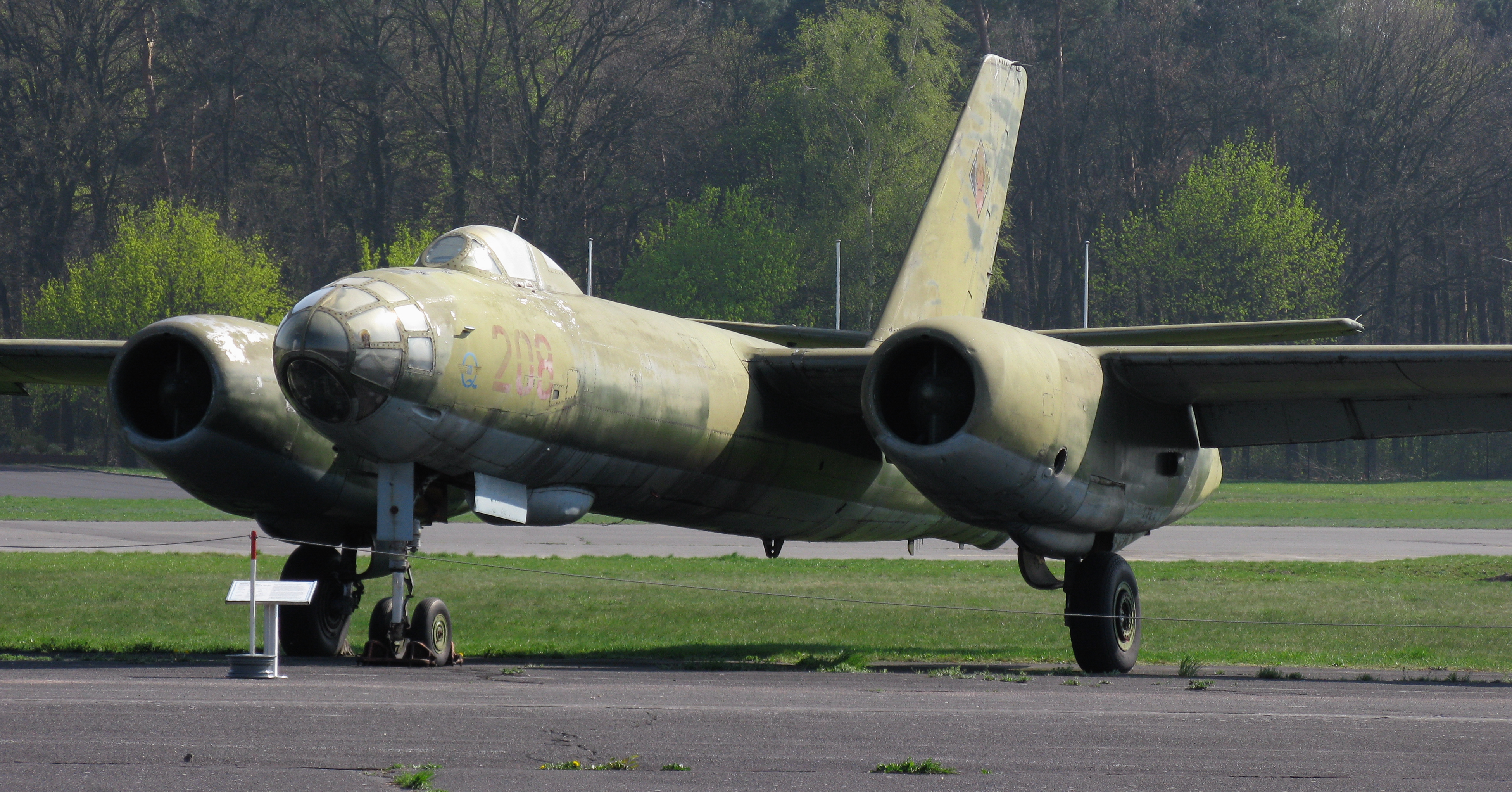
Il-28 im Luftwaffenmuseum Berlin-Gatow

### Rohrbewaffnung zur Selbstverteidigung
- 2 × 23-mm-Maschinenkanonen NR-23 starr im Bug hinter der Verglasung eingebaut. Jede MK verfügte über 80 Granaten an Munition. Die MK wurden über Visier auf Sicht abgefeuert.
- 1 × Zwillingslafette in Drehkuppelturm mit 2 × 23-mm-Maschinenkanonen NR-23 im Heckstand IL-K-10. Jede MK verfügte über 225 Granaten an Munition. Die MK wurden über Visier vom Heckschützen auf Sicht abgefeuert.

### Abwurfwaffen
Waffenzuladung bis maximal 3000 kg in einem internen Bombenschacht
Ungelenkte Bomben
- 12 × FAB-100 (100-kg-Freifallbombe)
- 8 × FAB-250M-46 (250-kg-Freifallbombe)
- 2 × FAB-500M-46 (500-kg-Freifallbombe)
- 1 × FAB-3000M-46 (3000-kg-Freifallbombe)
- 1 × FAB-1500M-46 (1500-kg-Freifallbombe)
- 1 × RDS-4T „Tatjana“ (8U69) – freifallende Nuklearbombe mit 42 kT

Ungelenkte Luft-Boden-Raketen
- 10 × UB-16-57-Raketen-Rohrstartbehälter für je 16 × S-5-Luft-Boden-Raketen, Kaliber 57 mm[9]

Torpedos (nur Il-28T)
- 2 × 45-56NT-Torpedo (450 mm, akustisch gesteuert mit Elektro-Propellerantrieb)
- 2 × RAT-52-Torpedo (450 mm, akustisch gesteuert mit Raketenantrieb)

Gelenkte Bomben
- 1 × UB-2F „Tschaika“ (funkferngelenkte 2240-kg-Bombe)

## Nutzerstaaten
Daten aus
- Afghanistan – 46
- Albanien – 1
- Algerien – 24
- Ägypten – 51
- Bulgarien – 15
- Deutsche Demokratische Republik – 10[12][13][14]
- Finnland – 4
- Indonesien – 44
- Irak – 11
- Jemen – 22
- Kuba – Anzahl unbekannt
- Marokko – 2
- Nigeria – 5
- Nordkorea – 47
- Pakistan – 16 Harbin H-5 aus China zwischen 1966 und 1969 (B-56 Bezeichnung)
- Polen – 80
- Rumänien – 36
- Somalia – 11
- Sowjetunion – ~1500
- Syrien – 7
- Tschechoslowakei – 80
- Ungarn – 26
- Vietnam – 13
- Volksrepublik China – 500 (Nachbau unter der Bezeichnung Harbin H-5)